# Liste der Baudenkmäler in Offingen
Auf dieser Seite sind die Baudenkmäler in dem schwäbischen Markt Offingen zusammengestellt. Diese Tabelle ist eine Teilliste der Liste der Baudenkmäler in Bayern. Grundlage ist die Bayerische Denkmalliste, die auf Basis des Bayerischen Denkmalschutzgesetzes vom 1. Oktober 1973 erstmals erstellt wurde und seither durch das Bayerische Landesamt für Denkmalpflege geführt wird. Die folgenden Angaben ersetzen nicht die rechtsverbindliche Auskunft der Denkmalschutzbehörde.

## Baudenkmäler nach Ortsteilen

### Offingen
| Lage                                    | Objekt                                       | Beschreibung | Akten-Nr.     | Bild           |
| --------------------------------------- | -------------------------------------------- | --- | ------------- | -------------- |
| Aberthamer Straße 9 (Standort)          | Villa Benker                                 | neuklassizistisch, mit Walmdach, Zwerchgiebel und Säulenportikus, 1910 von Dominikus Böhm Zugehöriger Garten, mit Rosenhof und Umfassungsmauer mit integrierten Pavillons, gleichzeitig (ehemaliges Haus des Papierfabrikdirektors Felix Schoeller-Düren, heute „Mindelvilla“) | D-7-74-171-1  | Villa Benker   |
| Dr.-Zeiler-Platz 5 (Standort)           | Kapelle St. Leonhard                         | Zentralbau mit Kuppel und Laterne, 1747; mit Ausstattung | D-7-74-171-2  | weitere Bilder |
| Bei der Kapelle, Kapellenweg (Standort) | Feldkapelle Hl. Dreifaltigkeit               | Giebelbau, 18./19. Jahrhundert; mit Ausstattung | D-7-74-171-3  | BW             |
| Neuoffinger Straße 1 (Standort)         | Ehemaliges Bahnwärterhaus der Maximilianbahn | eingeschossiger Satteldachbau mit Kniestock und seitlich abgeschlepptem Vorbau, 2. Hälfte 19. Jahrhundert | D-7-74-171-13 | BW             |
| Pfarrer-Miller-Straße 6 a (Standort)    | Pfarrhaus                                    | Ehemaliges Schloss der Herren von Freyberg, mit Mansardwalmdach, Eckquaderung und Pilastergliederung, um 1725 | D-7-74-171-4  | Pfarrhaus      |
| Pfarrer-Miller-Straße 7 (Standort)      | Katholische Pfarrkirche St. Georg            | im Kern 1615–18, Langhaus 1922 verlängert; mit Ausstattung | D-7-74-171-5  | weitere Bilder |
| Pfarrer-Miller-Straße 7 (Standort)      | Kriegergedächtniskapelle                     | Rundbau mit Kegeldach, 1954; mit Ausstattung | D-7-74-171-6  | BW             |
| Insel, an der Mindelbrücke (Standort)   | Bildstock                                    | mit Johann-Nepomuk-Figur, 18. Jahrhundert | D-7-74-171-7  | weitere Bilder |

### Landstrost
| Lage                        | Objekt                  | Beschreibung                                        | Akten-Nr.    | Bild |
| --------------------------- | ----------------------- | --------------------------------------------------- | ------------ | ---- |
| Landstrost 1 (Standort)     | Forsthaus               | Ehemaliges Ökonomiegebäude des Schlosses, um 1700   | D-7-74-171-8 | BW   |
| Landstroster Weg (Standort) | Feldkapelle St. Barbara | Anfang 19. Jahrhundert, wohl auf älterer Grundlage. | D-7-74-171-9 | BW   |

### Neuoffingen
| Lage                        | Objekt  | Beschreibung | Akten-Nr.     | Bild    |
| --------------------------- | ------- | --- | ------------- | ------- |
| Neuoffingen 3, 4 (Standort) | Bahnhof | 1874/76 überwiegend in unverputztem Rohziegelmauerwerk errichtete, einheitlich gestaltete Baugruppe an der Abzweigung der Donautalbahn von der älteren Hauptlinie Augsburg-Ulm Stattliches Empfangsgebäude, zweigeschossig mit Walmdach und kurzen erdgeschossigen Seitenflügeln Beiderseits symmetrisch angeordnete erdgeschossige Nebengebäude mit Walmdach Südwestlich ehemaliger Lokschuppen mit Werkstatt- und Bürogebäude, später verändert | D-7-74-171-10 | Bahnhof |

### Schnuttenbach
| Lage                     | Objekt                        | Beschreibung                                         | Akten-Nr.     | Bild |
| ------------------------ | ----------------------------- | ---------------------------------------------------- | ------------- | ---- |
| Dorfstraße 22 (Standort) | Katholische Kirche St. Ursula | 14./15. Jahrhundert, erweitert 1978; mit Ausstattung | D-7-74-171-11 | BW   |

## Ehemalige Baudenkmäler
In diesem Abschnitt sind Objekte aufgeführt, die noch existieren und früher einmal in der Denkmalliste eingetragen waren, jetzt aber nicht mehr.

| Lage                                   | Objekt     | Beschreibung    | Akten-Nr. | Bild |
| -------------------------------------- | ---------- | --------------- | --------- | ---- |
| Schnuttenbach Dorfstraße 13 (Standort) | Bauernhaus | 18. Jahrhundert |           | BW   |